# Maine Coon
Il Maine Coon è una razza di gatto naturale a pelo semilungo. Il nome di questo gatto significa "procione del Maine". 

## Storia
Il Maine Coon è una delle più antiche razze naturali del Nord America, tanto da essere considerato generalmente come nativo dello Stato del Maine, di cui è il gatto ufficiale. Il suo nome deriva dal Maine, lo Stato della Nuova Inghilterra in cui veniva avvistato, e da raccoon, orsetto lavatore in inglese, per via della sua coda molto simile a quella di un procione.
Molteplici sono le leggende che circondano l'origine di questo particolare gatto. La più diffusa all'inizio del secolo narrava che per le orecchie grandi e pelose e provviste di ciuffi e la coda grossa e inanellata, il Maine Coon fosse il risultato di un incrocio tra una lince e un orsetto lavatore. L'ipotesi, assurda, ha comunque contribuito ad alimentare le numerose storie che si tramandano su questa razza.
C'è anche chi a tutti i costi ha voluto conferire un'aura regale a questo gatto "rustico", facendolo addirittura discendere da sei gatti d'Angora che la regina Maria Antonietta, durante la rivoluzione francese, avrebbe messo in salvo inviandoli a Wiscasset, nello Stato statunitense del Maine.
Le origini del Maine Coon hanno creato così tantissime leggende e congetture, nessuna delle quali può essere provata. La teoria più probabile, anche se la meno pittoresca, indicherebbe il Maine Coon come il risultato di un incrocio tra gatti a pelo corto e gatti a pelo lungo d'oltremare. Secondo alcuni il Maine Coon avrebbe antenati tra i gatti nordici, i progenitori del gatto delle foreste norvegesi; in effetti, il gatto selvatico (Felis silvestris) in Nordamerica non è presente. Secondo altri, invece, l'origine del Maine Coon risalirebbe al periodo della colonizzazione, quando le navi dei coloni provenienti da tutto il mondo attraccavano sulle coste americane del nord-est, portando al seguito dei gatti per far strage di topi.
Erano gatti di ogni risma, che i marinai dell'epoca apprezzavano più o meno a seconda della loro maggiore o minore capacità di cacciare topi piuttosto che per la loro maggiore o minore bellezza. È però assai probabile che, fra quei gatti, tutti uguali e tutti diversi, ci fosse anche qualche antenato degli attuali gatti d'America. Era ipotizzato nel passato un contributo genetico delle linci Lynx rufus e Lynx canadensis, vista la somiglianza e la piccola taglia di queste linci, tuttavia a causa della divergenza tra i genomi di lince e gatto la possibilità di un incrocio è improbabile.
La prima segnalazione ufficiale di un Maine Coon risale al 1861, con una menzione da parte della signora Pierce di un gatto bianco e nero chiamato "Captain Jenks of the Horse Marines". In Italia il Maine Coon compare solo nel 1986 su un mensile del settore; da allora la diffusione della razza è in continua espansione e i Maine Coon sono ormai protagonisti di successo nelle esposizioni feline.

## Caratteristiche

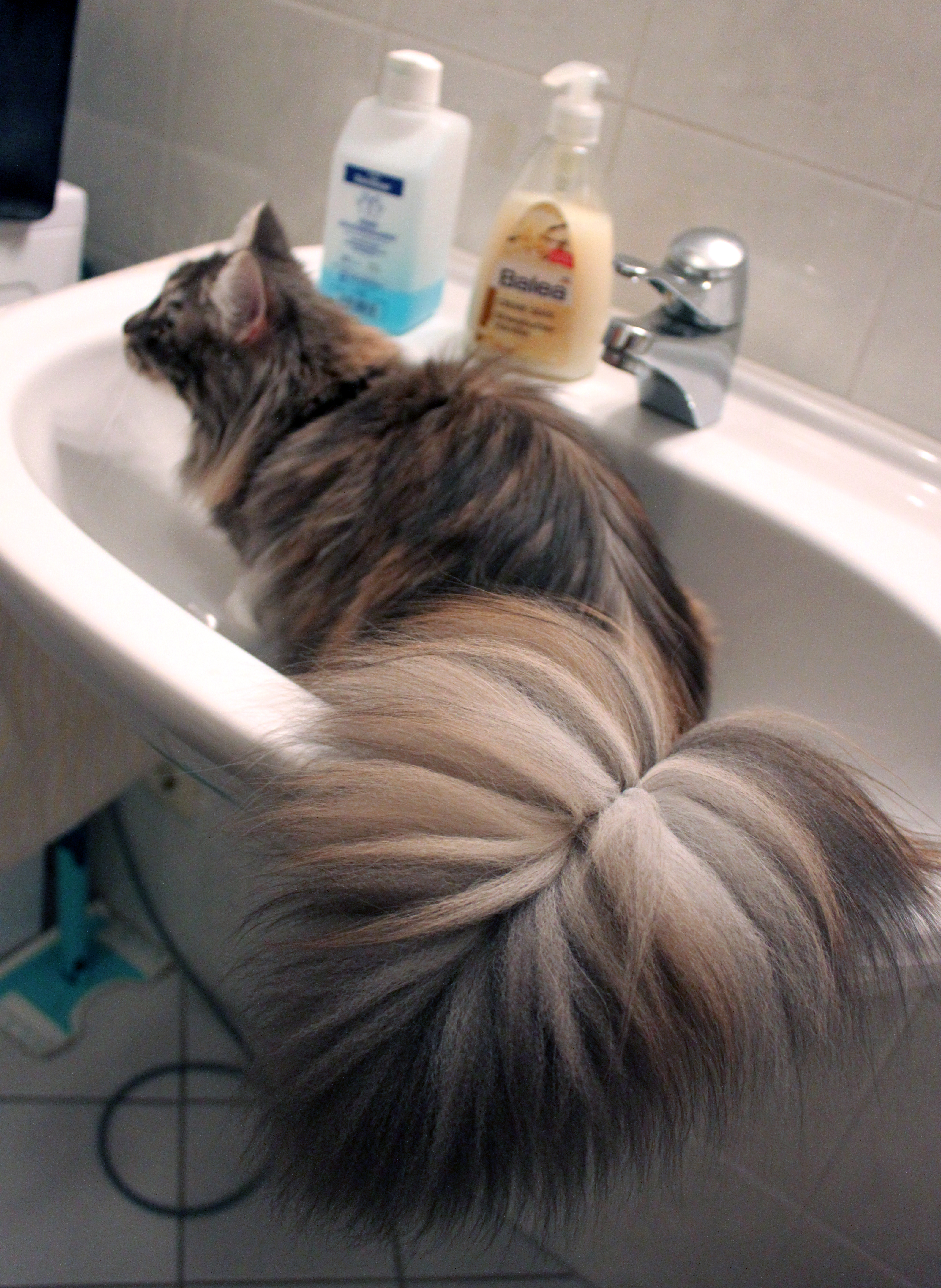
Coda di un Maine Coon in primo piano

I Maine Coon sono gatti imponenti il cui peso varia nei maschi da 7 a 10 kg e nelle femmine da 5 a 7 kg.
I Maine Coon erano già apprezzati più di un secolo fa per la loro forza, bellezza e capacità di adattarsi ai rigidi inverni della Nuova Inghilterra. Tutto del Maine Coon indica il suo adattamento a un clima duro. Il corpo è grande, lungo, rettangolare e muscoloso con ossatura solida. Inoltre il petto largo e il collo forte e muscoloso, specialmente nei soggetti maschi, conferiscono al gatto un aspetto di robustezza e di potenza. Il mantello lucido, pesante e resistente all'acqua, non è uguale a quello di nessun'altra razza. Il pelo più lungo sulla gorgiera, lo stomaco e le gambe posteriori lo ripara dal bagnato e dalla neve mentre quello più corto sulla parte posteriore e sul collo lo difende dal groviglio del sottobosco (nel Maine Coon un pelo di lunghezza omogenea è un difetto).
La coda lunga e folta, che il gatto avvolge intorno a sé quando si raggomitola per dormire, lo protegge dagli inverni freddi. Le sue orecchie sono più pelose sia all'interno che sulle punte, per preservarlo dal freddo, e mobili, per meglio captare i suoni della foresta, rispetto a quelle di altre razze. Le zampe grandi, rotonde, con ciuffi di pelo, servono come "pattini da neve". I loro occhi e le loro orecchie sono grandi per migliorare vista e udito, utili nella caccia e nello sfuggire ai predatori. Il muso relativamente lungo e squadrato gli permette di afferrare con facilità la preda e bere l'acqua da fiumi o pozze. Tutti i colori sono accettati eccetto: chocolate cinnamon, lilac, fawn in qualunque combinazione (tabby, con o senza bianco) e fattore colourpoint.
Spesso il Maine Coon viene confuso con il norvegese delle foreste. Da quest'ultimo si distingue per lo "stop" del naso, ossia il norvegese delle foreste ha una canna nasale perfettamente dritta, mentre quello del Maine Coon ha una curva che gli conferisce il caratteristico profilo; nel Norvegese la testa è triangolare e non squadrata; gli arti posteriori sono più lunghi degli anteriori.

## Comportamento

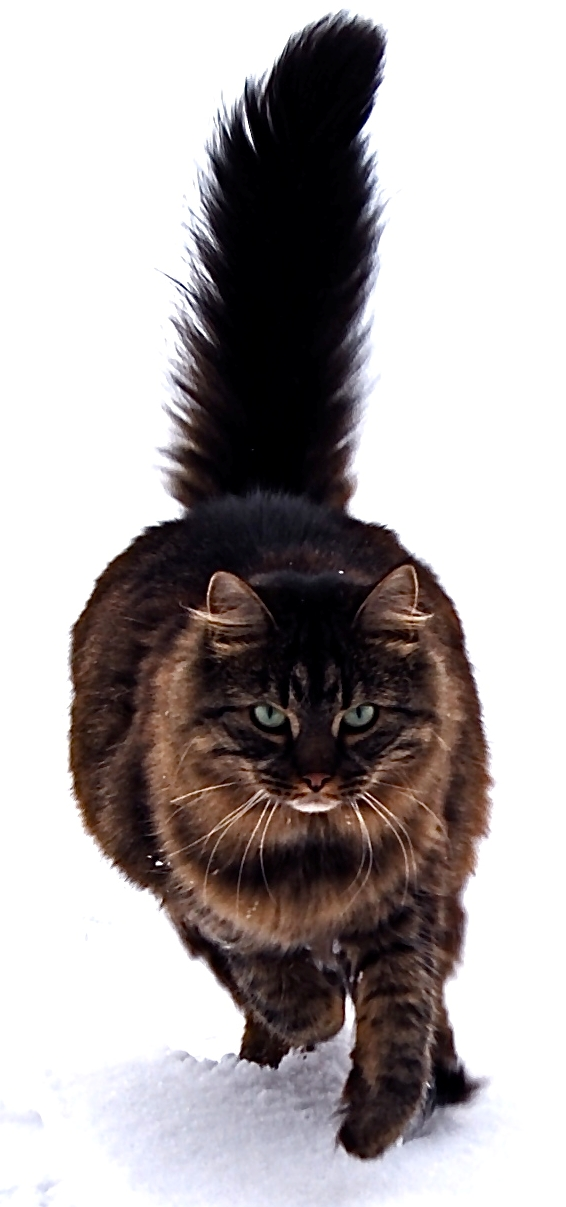
Un Maine Coon che cammina sulla neve

Sebbene il Maine Coon sia essenzialmente una specie abituata all'aria aperta, con la convivenza con l'uomo si è adattato anche a vivere in casa. Ha un ottimo carattere, si presenta molto attivo e curioso, abitudinario, ideale per la compagnia con le persone (in particolare anziani e bambini), evitando praticamente sempre di graffiare o soffiare. Amano giocare ai giochi più impensabili per un gatto, anche il riporto della pallina.

## Cure
Il Maine Coon è un gatto particolarmente robusto, muscoloso e non necessita di molte cure, se non di alcuni accorgimenti che però risultano fondamentali per consentirgli di vivere al massimo la propria vita. La caratteristica principale è la grande quantità di pelo che è necessario spazzolare di tanto in tanto per toglierne il surplus.
Il Maine Coon è anche un gatto che dispone di un certo appetito, commisurato con la sua forma fisica e con il suo aspetto imponente, che necessita di continui rifornimenti di energia. Per il Maine Coon è consigliata una dieta varia che gli consenta di integrare la sua dieta naturale "selvatica" a degli integratori.
A livello di salute nel Maine Coon si riscontra, oltre alle normali patologie feline, una predisposizione nei confronti della cardiomiopatia ipertrofica. La cardiomiopatia ipertrofica ereditaria (HCM) è una malattia genetica del cuore caratterizzata da una ipertrofia (ispessimento) asimmetrica del ventricolo sinistro (SV) che coinvolge generalmente il setto interventricolare, anche se talvolta può interessare l’intero ventricolo sinistro (Klues et al., 1995). Occorre però ricordare che tale patologia è comunque presente tra i felini di ogni razza in una misura intorno al 4-5% o più in razze quali Ragdoll o Bengala. La percentuale di Maine Coon malati di HCM è invece stata stimata intorno al 7-8%. È stata individuata una mutazione responsabile della HCM nel Maine Coon, la mutazione A31P, che è per esso specifica.
È importante porre in evidenza che essere positivi alla mutazione non vuol dire per il Maine Coon sviluppare necessariamente la HCM. Gli omozigoti positivi alla mutazione A31P hanno infatti una percentuale maggiore rispetto agli eterozigoti ed agli omozigoti negativi di sviluppare HCM (50-70% in più). Gli eterozigoti alla mutazione A31P hanno una percentuale lievemente maggiore o uguale (a seconda degli studi) agli omozigoti negativi di sviluppare HCM. Tuttavia, anche gli omozigoti negativi alla mutazione A31P possono ammalarsi di HCM, in quanto oltre alla A31P possono essere presenti altre mutazioni non ancora conosciute. Tuttavia, fattori genotipici, metabolici, sessuali e addirittura alimentari possono influenzare lo sviluppo della HCM, favorendola o contrastandola.
È, pertanto, importante per chi si appresta a introdurre nella propria vita un piccolo Maine Coon che i genitori di tale gatto siano testati geneticamente e tramite Ecocardio per la HCM. A tal proposito l'Associazione Nazionale Felina Italiana obbliga tutti i suoi allevatori a testare i riproduttori per tale patologia e pone in evidenza nei pedigree delle loro discendenze i risultati degli esami.
In virtù della mole alcune associazioni nazionali ed internazionali hanno proposto l'obbligo di testare, tramite lastra, la presenza di displasia dell'anca. Molti allevamenti effettuano questo screening ai propri riproduttori al fine di evitare di riprodurre gatti con displasia "grave".

## Alimentazione
Come ogni felino anche il Maine Coon necessità di una alimentazione di qualità che privilegi un apporto proteico adeguato. È importante utilizzare prodotti che usino carne e frattaglie vere, non farine o generici derivati, in modo che l'apporto di amminoacidi essenziali sia ottimale per il suo sviluppo.  Di particolare importanza è l'apporto di taurina che il felino non produce naturalmente ma introduce attraverso l'alimentazione. Evitare un eccessivo apporto di carboidrati. Cibo umido e secco completo grain free o low grain è oggi disponibile nei negozi. Si può optare anche per una dieta BARF ma solo se seguiti da un veterinario specializzato. Un approccio casalingo non competente determina spesso uno squilibrio alimentari e l'insorgere di problemi a medio o lungo termine.